# Association bouddhiste pour la paix
Pour les articles homonymes, voir BPF.
L'Association bouddhiste pour la paix (Buddhist Peace Fellowship, BPF) est fondée en 1978 par Robert Baker Aitken (en) et Gary Snyder. Initialement limitée à Hawaii, lieu de résidence d'Aitken, son audience s'élargit à la Californie puis aux pays anglophones. Comptant 4000 membres dans les années 2010, elle est l'une des associations bouddhistes américaines les plus engagées pour le désarmement, l'écologie et les droits de l'homme. Elle publie un magazine, Turning Wheel, publiant des articles exprimant une nouvelle pensée bouddhiste militante. 